# XtremLab
XtremLab是一个使用BOINC平台的已经结束的项目。与其他使用分布式计算的项目相反，这个项目是研究分布式计算自身，研究分布式计算的实际性能，并且尝试整合多种分布式计算的技术来提升其他所有采用分布式计算技术的项目。 

## 參閱
- BOINC

## 外部連結
- XtremLab英文主页
- BOINC 官方主页 （页面存档备份，存于）